# Војислава Лукић
Војислава Лукић (рођена 31. марта 1987. године у Суботици) је српска тенисерка.
До 2004. године се такмичила у јуниорској конкуренцији, где је стигла до 8. позиције на светској листи. Почетком 2006. године, као 597. тенисерка света, потписала уговор са тениским кампом у Букурешту, а крај исте године је завршила на 281. месту ВТА листе.
Такође се бави манекенством.

### 2012
Војислава Лукић се после 3 година неиграња тениса релативно успешно увратила. Играла је на ИТФ турниру у Самтеру у Јужној Каролини у САД. После три победе у квалификацијама, стигла је до главног жреба и 2. кола где је изгубила од Викторије Дувал резултатом 4-6, 4-6. Такође се квалификовала за главни жреб на ИТФ турниру ($25.000) у Ел Пасу, где је изгубила од Марије Санчез у првом колу резултатом 4-6, 0-6. Дана 14. јуна играла је своје прво ИТФ четвртфинале у Бетани Бичу где је касније освојила своју 5. ИТФ титулу победивши у финалу Саназ Маранд резултатом 6-2, 7-5. Након турнира у Бетани Бичу, Војислава је освојила и ИТФ титулу у Вилијамсбургу победивши у финалу Каролину Дојл резултатом 6-1, 6-3.

### 2014
Војислава Лукић се након годину и по неиграња тениса вратила тенису. Са турнирима почиње у јулу где на прва 2 турнира не остварује победе. Први већи успех остварује почетком августа пласманом у финале турнира од 10.000$ у Шарм ел Шеику и у финалу губи од Украјинке Стракхове. У форму улази почетком септембра где на новом турниру у Шарм ел Шеику долази до финала и губи од Моргине а на следећем турниру долази до титуле, прве након повратка победом над Моргином 6-3,6-4. Ови резултати је опет враћају у 700 најбољих тенисерки. Новим солидним резултатима Војислава се налази надомак топ 600 тенисерки света.

### Пласман на ВТА листи на крају сезоне
| Година  | 2003. | 2004. | 2005. | 2006. | 2007. | 2008. |
| Пласман | 676.  | 652.  | 579.  | 281.  | 244.  | 1079. |